# Ђузепе Заноти
Ђузепе Заноти (17. април 1957) je италијански модни дизајнер познат по истоименој компанији која производи луксузне патике, торбе, накит и конфекциону кожу.
Преко његове потпуне компаније, Викни, производи истоимену етикету Ђузепе Заноти, која се дистрибуира у 75 земаља широм свијета кроз мрежу директно управљаних бутика и луксузних малопродајних кућа.

## Младост
Рођен 17. априла 1957. године, Заноти је одрастао у малом селу у Италији, која се налази изван приморског летовалишта Римини.
"Увијек сам био опседнут ципелама", рекао је Гиусепе Заноти у интервјуу Харпер'с Базар Аустралија 2014. "Мислим да се први пар који се сјећам био моја мајка. Имао сам само седам или осам и сјећам се да сам импресиониран обликом прста. "
У 80-им Заноти одлучио је да настави каријеру у изради женских ципела. Његов почетни напад био је као слободни дизајнер и радио свој пут до препознатљивих модних кућа.

## Каријера
До почетка деветнаестих година, Заноти је желео да се самостално одвоји и створи посебан стил обуће, нарочито украшен великим кристалима и камењем који се обично користе у производњи накита од бижута.
Он је купио фабрику ципела Вицини у његовом родном граду Сан Мауро Пасцоли и покренуо преобликовање мале компаније. Премештао је свој стилски тим и применио нова одељења специјализована за производњу петица и украсних драгуља. Довео је и вештачке везаче и друге занатске занатлије.
У пролеће 1994. Заноти је отпутовао у Њујорк да представи своју прву колекцију Гиусепе Заноти одабраној групи модних уредника и трговаца.
Први бутик Гиусепе Заноти отворен је у Милану 2000. године, након чега следе додатне продавнице у Њујорку, Паризу, Лондону , Москви, Хонг Конгу, Мајамију, Лос Анђелесу. У 2016. години, Гиусепе Заноти прославио је отварање своје 100. водеће продавнице у Шангају.
Вицини, која је започела као мали производни субјект, данас броји пет фабрика у власништву предузећа, специјализованих за све фазе израде луксузних ципела и запослених 650 људи који помажу у производњи више од 600.000 парова ципела годишње.

## Продужење производа
Заноти је, захваљујући популарности женских ципела, проширио своју понуду производа у последњих неколико година. Пратећи исте креативне импулсе који су водили дизајн својих женских колекција обуће, 2010. године је представио линију кожних луксузних патике, мелдинг стила у улици са модним украсима. Они су приказали све Занотијеве ознаке, укључујући кристални вез, метални хардвер и неочекиване контрасте дизајна.
"Упоређујем патике са фармеркама, који су најнеобичнији облик унисек мода", рекао је Заноти у интервјуу 2014. "Обојица немају правила". 
У сезони јесен 2010, Заноти је представио и своју прву колекцију накита. Инспирисани истим декоративним елементима који су коришћени на његовим платформама, понуда је представљала огромне, скулптуралне огрлице, наруквице и прстење, украшене кристалима и обојеним камењем.
"Линија за накит је снажна, модерна декоративна изјава", рекао је Заноти у тренутку лансирања.
Две године касније, Заноти је покренуо своју прву мушку колекцију обуће. Занотиови дизајни су направљени како би се позвали на модне мушкарце кроз различите дизајнерске патике.
Заноти је у сезони зима 2014, прослављајући 20. годишњицу бренда, представио посебну колекцију обуће заједно са двије колекције капсула: конфекција и нова линија торби.